# Volkswagen Derby
Volkswagen Derby – samochód osobowy produkowany przez niemiecką firmę Volkswagen w latach 1977-1985. Dostępny był jako 2-drzwiowy sedan. Do napędu używano silnika R4 o pojemnościach 0,9, 1,1 oraz 1,3 l. Moc przenoszona była na oś przednią. Samochód wyposażono w 4-biegową manualną skrzynię biegów. Samochód produkowano w Wolfsburgu w RFN. VW Derby jest de facto wersją sedan VW Polo, tak samo jak VW Jetta II i VW Golf II.

## Dane techniczne
| Wersja | Silnik:                   | Układ zasilania:  | Średnica × skok tłoka: | St. sprężania: | Moc maksymalna:                       | Maks. moment obrotowy     | 0-100 km/h: | V-max:   |
| ------ | ------------------------- | ----------------- | ---------------------- | -------------- | ------------------------------------- | ------------------------- | ----------- | -------- |
| 0.9    | R4 0,9 l (895 cm³), SOHC  | gaźnik            | 69,50 mm x 59,00 mm    | 8,00:1         | 41 KM (30 kW) przy 5900 obr./min      | 61 Nm przy 3500 obr./min  | 21,5 s      | 132 km/h |
| 1.1 GL | R4 1,1 l (1093 cm³), SOHC | gaźnik            | 69,50 mm x 72,00 mm    | 8,00:1         | 51 KM (37 kW) przy 5800 obr./min      | 76 Nm przy 3500 obr./min  | 18,5 s      | 142 km/h |
| 1.3    | R4 1,3 l (1272 cm³), SOHC | gaźnik            | 75,00 mm x 72,00 mm    | 8,20:1         | 55-61 KM (40-45kW) przy 5600 obr./min | 95 Nm przy 3400 obr./min  | 15,5 s      | 152 km/h |
| 1.3 GT | R4 1,3 l (1272 cm³), SOHC | Wtrysk jedno.pkt. | 75,00 mm x 72,00 mm    | 10.0:1         | 75 KM 55 kW) przy 5800 obr./min       | 104 Nm przy 3600 obr./min | 12 s        | 172 km/h |

## Galeria

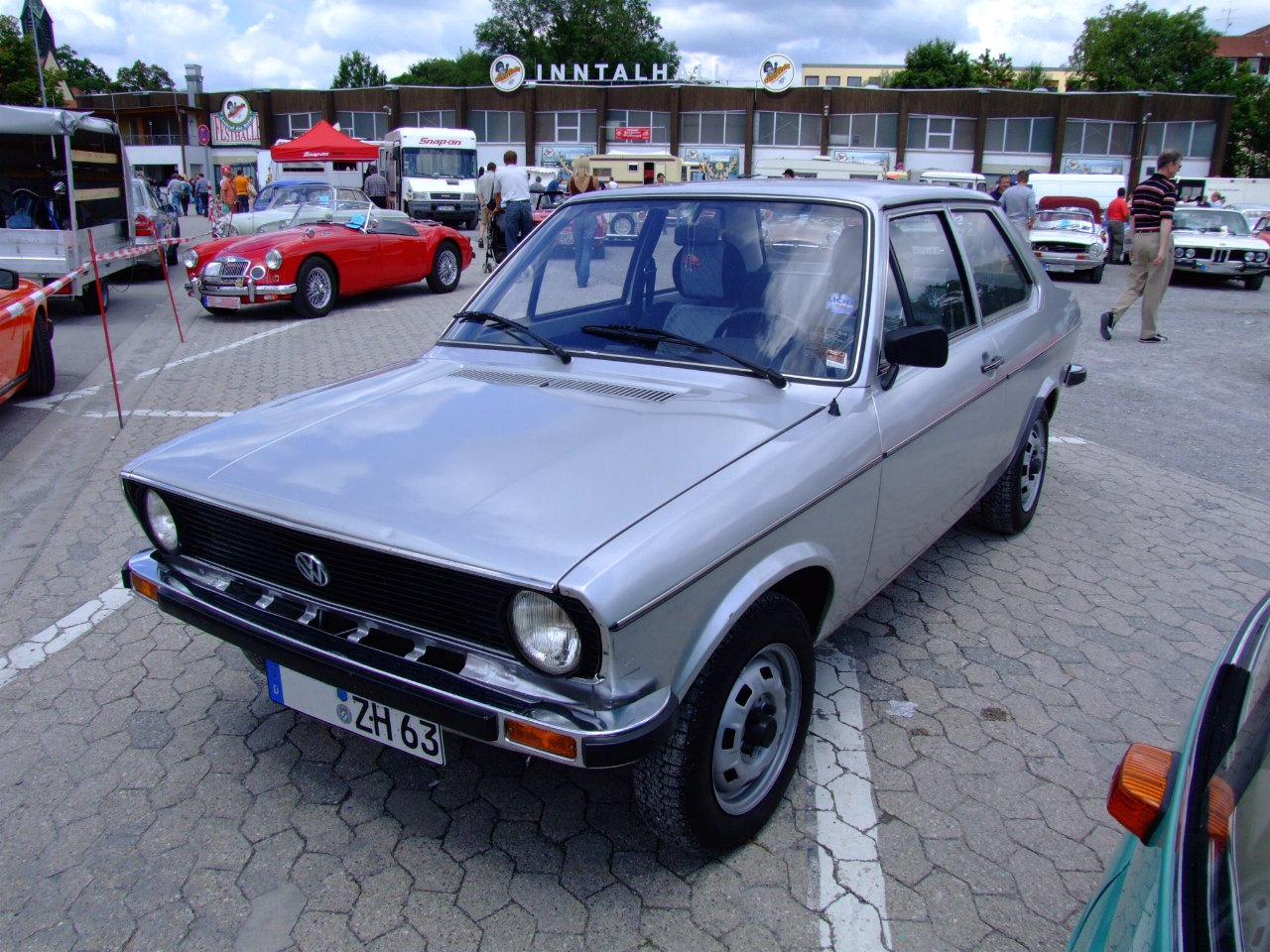
Volkswagen Derby I
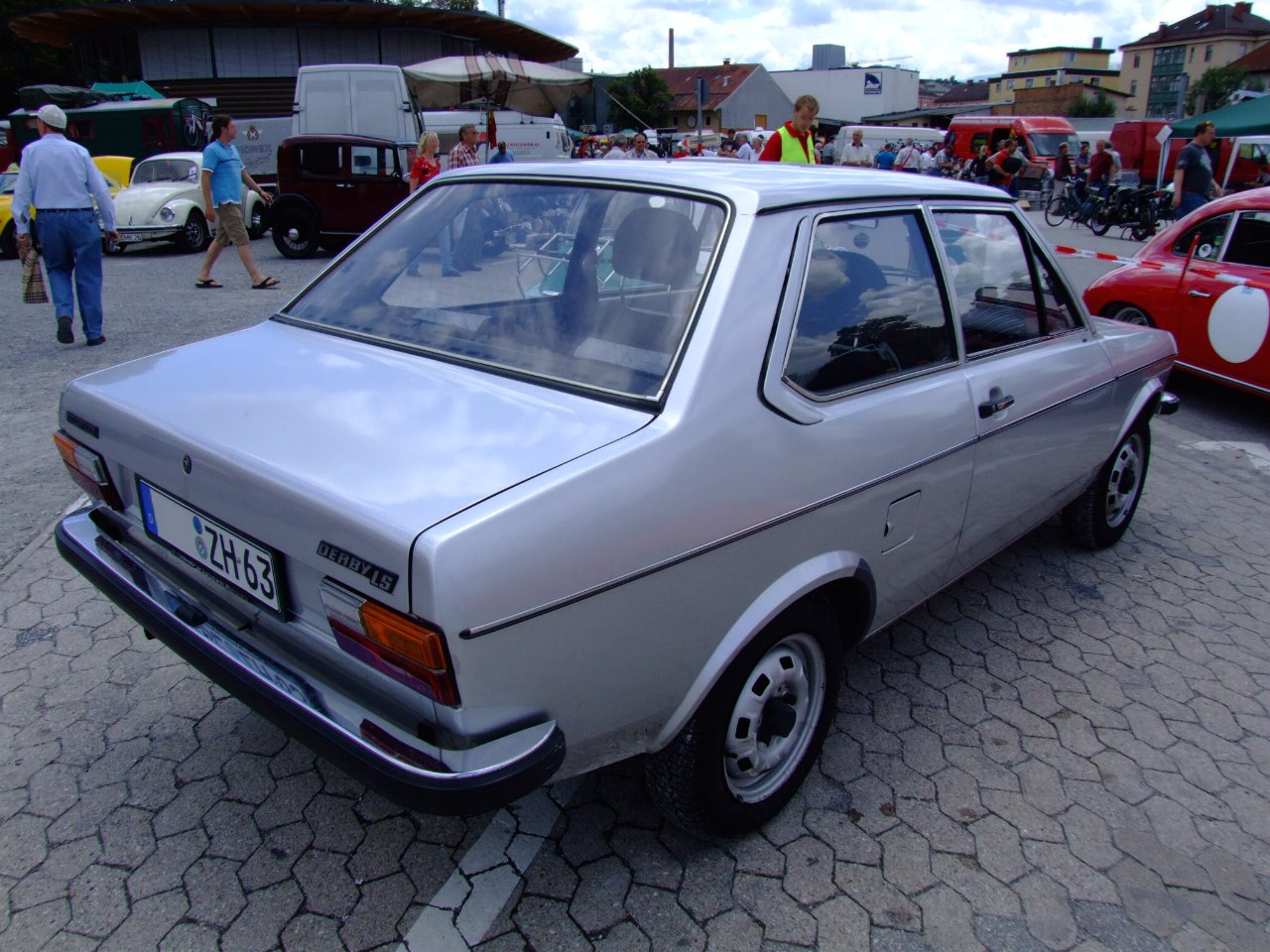
Volkswagen Derby I - tył pojazdu
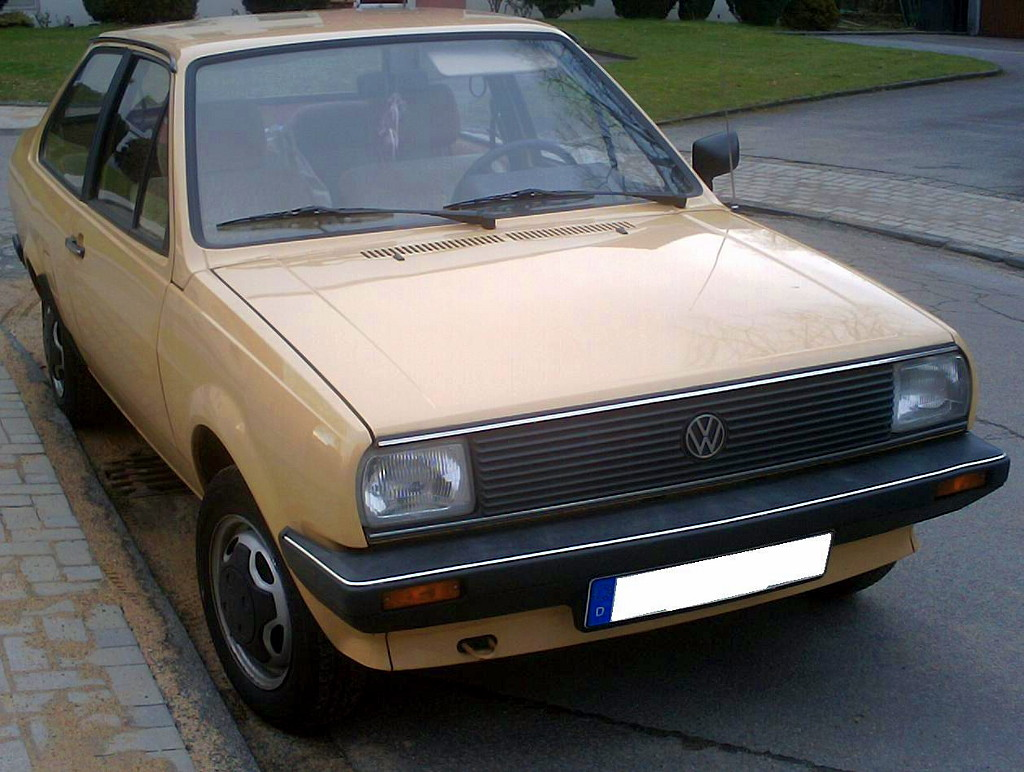
Volkswagen Derby II
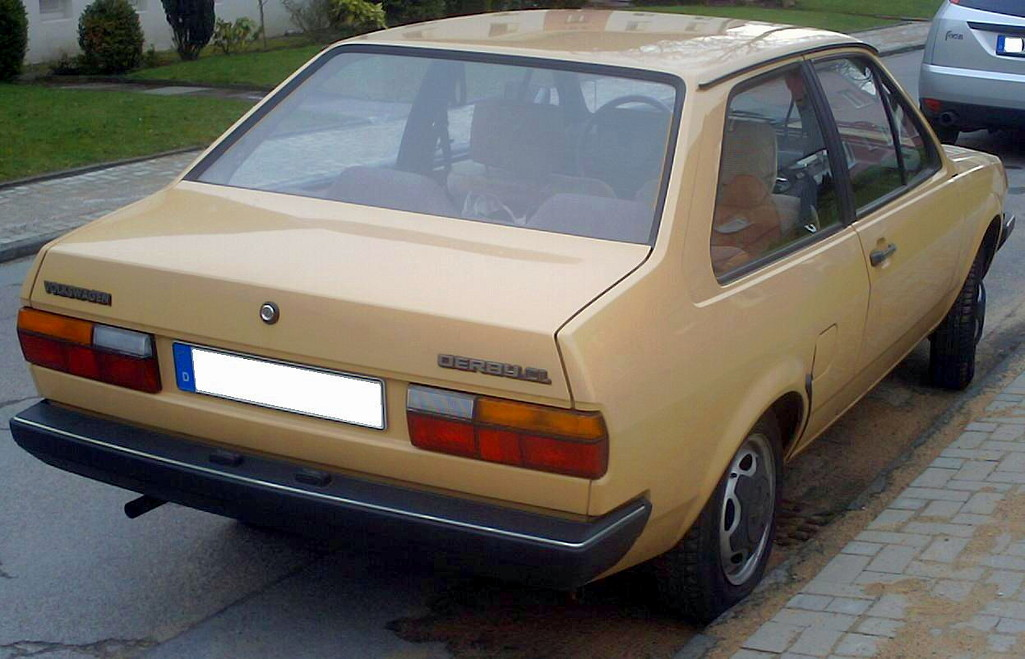
Volkswagen Derby II - tył pojazdu